# 瑪木特玉素布
瑪木特玉素布（波斯文：محمد یوسف，?—?），維吾爾式譯法為買買提·玉素甫，17世纪中亚和新疆地区伊斯兰教苏菲派支系白山派首領。祖父為費爾干納人瑪哈圖木·阿雜木，其父为瑪木特·額敏。
瑪木特玉素布於17世紀初從中亞來到葉爾羌汗國傳教。當時葉爾羌汗國的主流教派是由瑪木特·額敏之弟伊薩克傳入的黑山派信仰，白山派難以立足。於是瑪木特玉素布輾轉來到汗國東部的哈密傳教，在此娶當地阿訇賽亦德·捷里力之女為妻，生子伊達雅圖勒拉。
約1630年代末至1640年代初，玉素布攜伊達雅圖勒拉遷居喀什噶爾（今新疆喀什市）。在陰謀反對葉爾羌汗阿布都拉哈的喀什噶爾統治者、阿布都拉哈長子堯勒巴斯的支持下，玉素布領導的白山派實力迅速增長。堯樂巴斯將其已離婚的姨媽沙札迭·瑪希木嫁給玉素布之子伊達雅圖勒拉，利用白山派的宗教力量充實自己的勢力。白山派教徒以喀什噶爾為根據地，與葉爾羌（今新疆莎車）的汗庭及黑山派統治集團發生了激烈的教派及政治鬥爭。
公元1643年至1644年間（伊斯蘭教曆1053年），葉爾羌的黑山派領袖和卓薩迪去世。玉素布利用此時機，離開喀什噶爾來到黑山派的中心葉爾羌傳教，成功地吸引了一批信眾。據馬合木·楚剌思的記載，玉素布甚至試圖說服葉爾羌汗阿布都拉哈放棄黑山派信仰，但沒有成功，而且遭到了黑山派首領和卓賽皮的激烈反擊。於是玉素布被迫離開葉爾羌，但在前往喀什噶爾的途中突然去世。白山派信徒所著的《大霍加傳》記載，瑪木特玉素布是被黑山派逐出葉爾羌，並被投毒害死的。其子伊達雅圖勒拉在堯樂巴斯的支持下，與堯樂巴斯之弟努爾·丁速檀及伊思玛业勒支持下的黑山派繼續展開長期爭鬥。玉素布的遇害，加劇了白山派和黑山派之間的仇恨，國都葉爾羌與重鎮喀什噶爾之間的政治對立長期延續，間接導致了葉爾羌汗權的崩潰。

## 家族
- 祖父：瑪哈圖木·阿雜木
- 父：瑪木特·額敏
- 岳父：賽亦德·捷里力
- 子：伊達雅圖勒拉
  - 兒媳：哈尼米·帕的沙
- 孫：雅雅和卓
- 曾孫：瑪罕木特